# Karpin, Hạt Police
Karpin [ˈkarpin] (tiếng Đức: Karpin) là một khu định cư ở khu hành chính của Cảnh sát Gmina, thuộc Hạt Cảnh sát, West Pomeranian Voivodeship, ở phía tây bắc Ba Lan, gần biên giới Đức. Nó nằm khoảng 15 kilômét (9 mi) phía tây bắc của Cảnh sát và 26 km (16 mi) phía tây bắc của thủ đô khu vực Szczecin.

## Lịch sử

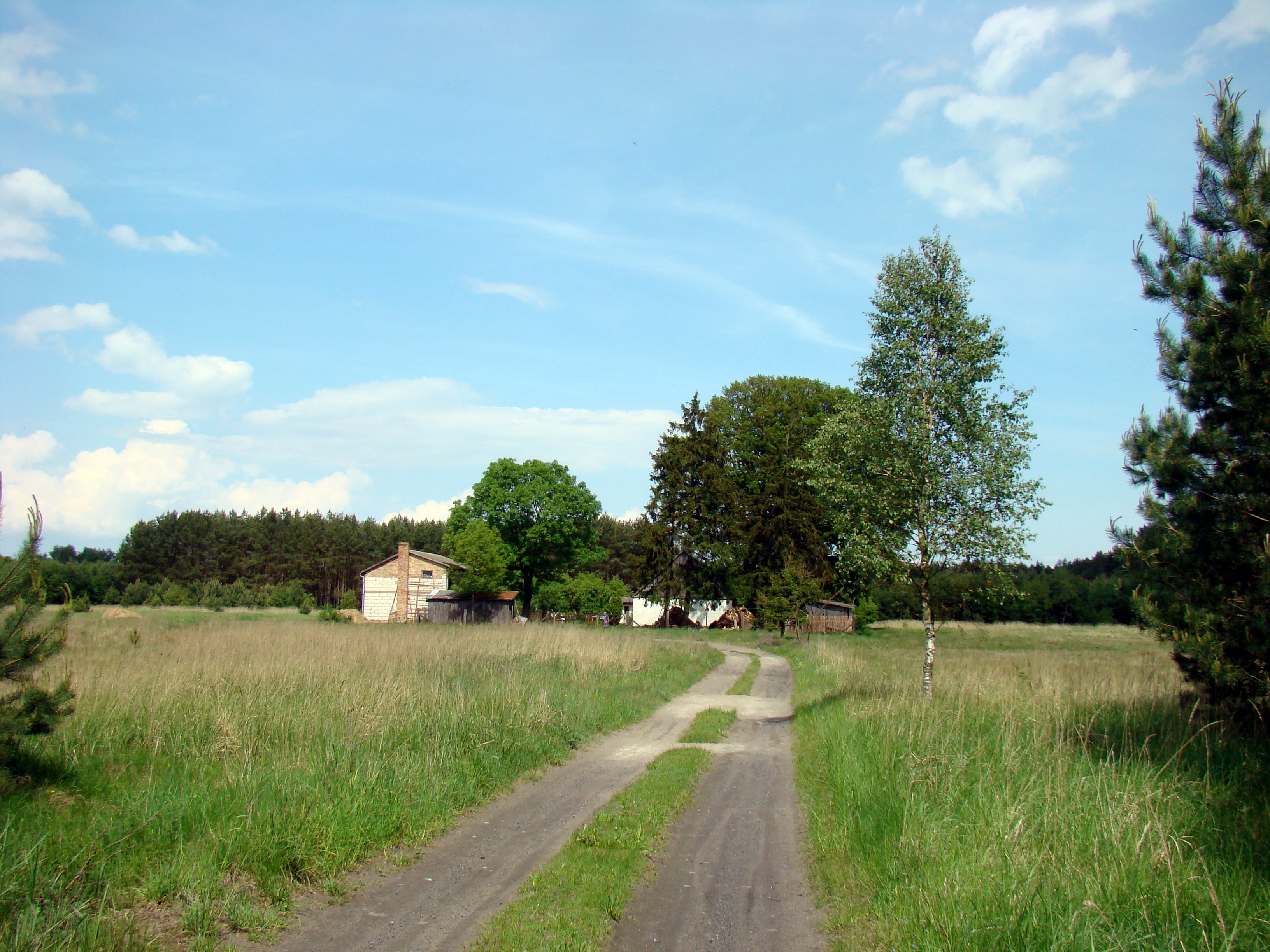
Karpin, hộ gia đình

Trước năm 1945, khu vực này là một phần của Đức. Đối với lịch sử của khu vực, xem Lịch sử của Pomerania.
Dưới đây là dòng thời gian hiển thị lịch sử của các chính quyền khác nhau trong đó thành phố này đã được đưa vào.
Thành viên chính trị - hành chính
- liên_kết= 1815 - 1866: Liên bang Đức, Vương quốc Phổ, Pomerania
- liên_kết= 1866 - 1871: Liên minh Bắc Đức, Vương quốc Phổ, Pomerania
- liên_kết= 1871 - 1918: Đế quốc Đức, Vương quốc Phổ, Pomerania
- liên_kết= 1919 - 1933: Weimarer Republik, Nhà nước Phổ tự do, Pomerania
- liên_kết= 1933 - 1945: Đức Quốc xã, Pomerania
- liên_kết= 1945 - 1952: Cộng hòa Nhân dân Ba Lan, Szczecin Voivodeship
- liên_kết= 1952 - 1975: Cộng hòa Nhân dân Ba Lan, Szczecin Voivodeship
- liên_kết= 1975 - 1989: Cộng hòa Nhân dân Ba Lan, Szczecin Voivodeship
- liên_kết= 1989 - 1998: Ba Lan, Szczecin Voivodeship
- liên_kết= 1999 - Hiện tại: Ba Lan, Western Pomerania, Hạt cảnh sát powiat, Cảnh sát gmina
- Làng có dân số:
- 1773 - 57
- 1939 - 112
- 1972 - 20
- 1998 - 5
- 2000 - 4